# Maklár vasútállomás
Maklár vasútállomás (1954 és 1960 között Maklártálya vasútállomás) egy Heves vármegyei vasútállomás, Maklár településen, a MÁV üzemeltetésében. Közúti elérését csak önkormányzati utak biztosítják.

## Története
Az állomás 1977. előtt jóval délebbre, a füzesabonyi úti sorompónál volt, ekkor viszont összevonták Nagytálya megállóhellyel, és a két korábbi megálló között üzembe helyezték a jelenlegi állomásépületetet. A két korábbi épület lakott, jó állapotban van.

## Vasútvonalak
Az állomást az alábbi vasútvonalak érintik:
- Füzesabony–Putnok-vasútvonal

## Kapcsolódó állomások
A vasútállomáshoz az alábbi állomások vannak a legközelebb:
- Füzesabony vasútállomás (Füzesabony vasútállomás, Füzesabony–Putnok-vasútvonal)
- Andornaktálya megállóhely (Eger vasútállomás, Füzesabony–Putnok-vasútvonal)

## Forgalom
| Járat            | Útvonal | Gyakoriság       |
| ---------------- | --- | ---------------- |
| személyvonat     | Füzesabony – Maklár – Andornaktálya – Eger | 2 óránként       |
| személyvonat     | Hatvan – Vámosgyörk – Adács – Karácsond – Ludas – Nagyút – Kál-Kápolna – Füzesabony (→ Maklár → Andornaktálya → Eger)                                                                  | Napi 1 Eger felé |
| Agria InterRégió | Budapest-Keleti – Gödöllő – Máriabesnyő – Bag – Aszód – Tura – Hatvan – Vámosgyörk – (Adács – Karácsond – Ludas – Nagyút –) Kál-Kápolna – Füzesabony – Maklár – (Andornaktálya →) Eger | Óránként         |